# Stetten (Francja)
Stetten – miejscowość i gmina we Francji, w regionie Grand Est, w departamencie Górny Ren.
Według danych na rok 1990 gminę zamieszkiwało 248 osób, a gęstość zaludnienia wynosiła 57 osób/km² (wśród 903 gmin Alzacji Stetten plasuje się na 632. miejscu pod względem liczby ludności, natomiast pod względem powierzchni na miejscu 533.).